# Delavaya toxocarpa
Delavaya toxocarpa ist die einzige Pflanzenart der monotypischen Gattung Delavaya innerhalb der Familie der Seifenbaumgewächse (Sapindaceae). Sie kommt im südwestlichen China sowie im nördlichen Vietnam vor und wird in China 茶条木 cha tiao mu genannt.

## Beschreibung

### Erscheinungsbild und Blatt
Delavaya toxocarpa wächst als laubabwerfender Strauch oder kleiner Baum und erreicht Wuchshöhen von 3 bis 8 Metern. Die Borke ist bräunlich-rot. Die Rinde der leicht gerillten Zweige ist kahl.
Die wechselständig an den Zweigen angeordneten Laubblätter sind in Blattstiel und Blattspreite gegliedert. Der Blattstiel ist 3 bis 4,5 Zentimeter lang. Die Blattspreite ist dreiteilig gefiedert. Die Stiele der dünn ledrigen Fiederblättchen sind beim mittleren etwa 1 Zentimeter lang und bei den seitlichen sehr kurz. Das mittlere Fiederblättchen ist bei einer Länge von 8 bis 15 Zentimeter und einer Breite von 1,5 bis 4,5 Zentimeter elliptisch, eiförmig-elliptisch oder manchmal lanzettlich-eiförmig mit keilförmiger Basis und lang zugespitztem oberen Ende. Der kahle Blattrand ist etwas weit gesägt oder selten glatt. Die beiden seitlichen Fiederblättchen sind kleiner als das mittlere und eiförmig oder lanzettlich-eiförmig. Die Seitennerven sind dünn und etwas erhaben auf Blattunterseite und -oberseite. Es sind keine Nebenblätter vorhanden.

### Blütenstand und Blüte
Die Blütezeit liegt in China im April. Delavaya toxocarpa ist zweihäusig getrenntgeschlechtig (diözisch). Der Blütenstandsschaft ist 5 bis 10 Millimeter lang. Die schmalen, thyrsenförmigen Blütenstände stehen einzeln oder zu zweit bis zu dritt end- oder seitenständig und enthalten jeweils mehrere Blüten. Die Trag- und Deckblätter sind relativ klein. Die Blütenstiele sind 2 bis 5 Millimeter lang.
Die eingeschlechtigen Blüten sind radiärsymmetrisch und fünfzählig mit doppelter Blütenhülle. Von den fünf ungleichen, sich dachziegelartig überlappenden, kahlen, fast kreisförmigen, konkaven, haltbaren Kelchblättern sind die drei längeren 4 bis 5 Millimeter lang. Die fünf weißen oder rosafarbenen Kronblätter sind mit einer Länge von etwa 8 Millimeter länger als die Kelchblätter, genagelt, schmal-elliptisch oder verkehrt-eiförmig. An ihrer Basis besitzen die Kronblätter innen jeweils eine breit verkehrt-eiförmige Schuppe, die an ihrer Basis keilförmig oder rechtwinkelig und im oberen Bereich ausgefranst ist. Der Diskus ist im unteren Bereich stielförmig und im oberen Bereich becherförmig mit häutigen, welligen Rand. In männlichen Blüten sind acht Staubblätter vorhanden, die die Blütenkrone etwas überragen. Die Staubfäden sind dünn und kahl. Die Staubbeutel sind ellipsoid. In den weiblichen Blüten sind zwei oder drei Fruchtblätter sind zu einem kurz gestielten, fast kugeligen, oberständigen, zwei- oder manchmal dreikammerigen Fruchtknoten verwachsen; er ist kahl oder spärlich drüsig behaart. Je Fruchtknotenkammer sind zwei Samenanlagen vorhanden, die paarweise an der Mittelsäule angeordnet sind. Der auf dem oberen Ende des Fruchtknotens inserierte Griffel ist pfriemlich und aufrecht.

### Frucht und Samen
In China reifen die Früchte im August. Die bei Reife purpurfarbene, lokulizide Kapselfrucht ist verkehrt-herzförmig und zwei- oder dreilappig. Die Fruchtlappen sind 1,5 bis 2,5 cm Millimeter lang oder etwas länger und verkehrt-eiförmig oder fast kugelig und enthalten jeweils nur einen Samen. Das Perikarp ist ledrig oder fast holzig.
Der Same ist bei einem Durchmesser von 1 bis 1,5 Zentimeter verkehrt-eiförmig oder fast kugelig. Die Samenschale (Testa) ist glänzend schwarz. Das Hilum ist kreisförmig.

### Chromosomenzahl
Die Chromosomenzahl beträgt 2n = 28.

## Vorkommen
Delavaya toxocarpa kommt in den chinesischen Provinzen Guangxi sowie Yunnan und im nördlichen Vietnam vor. In China gedeiht sie in dichten Wäldern in Höhenlagen von 500 bis 2000 Metern.

## Systematik
Die Gattung Delavaya wurde 1886 durch Adrien René Franchet in Bulletin de la Société Botanique de France, 33, S. 462–463 mit der Typusart Delavaya toxocarpa Franch. aufgestellt. Ein Synonym für Delavaya toxocarpa Franch. ist Delavaya yunnanensis Franch.
Delavaya toxocarpa ist die einzige Art der Gattung Delavaya in der Unterfamilie Sapindoideae innerhalb der Familie Sapindaceae.
Der Gattungsname ehrt den französischen Geistlichen und Botaniker Pierre Jean Marie Delavay (1834–1895).